# Apistogramma eremnopyge
Apistogramma eremnopyge — вид роду Апістограми родини цихлових. Використовують як акваріумну рибу.
Цей вид зустрічають лише в р. Пінтуаку (Rio Pintuyacu), притоки р. Ітая (Rio Itaya) неподалік Ікітосу (Iquitos), в Перу. Більшість з приток цієї системи річок мають кислі «чорні» води (pH ~ 5).
Цю маленьку цихлідку, загальною довжиною 26-35 мм, можна відрізнити від інших видів за темною плямою в нижній частині хвостового стебла, яка присутня і в самців і в самиць. Самці мають разючий кольоровий яскравий синьо-червоний візерунок на щоках (зябрових кришках) і темно-бордове, оранжеве з синім забарвлення спинного плавця.